# Rathaus (Gunzenhausen)

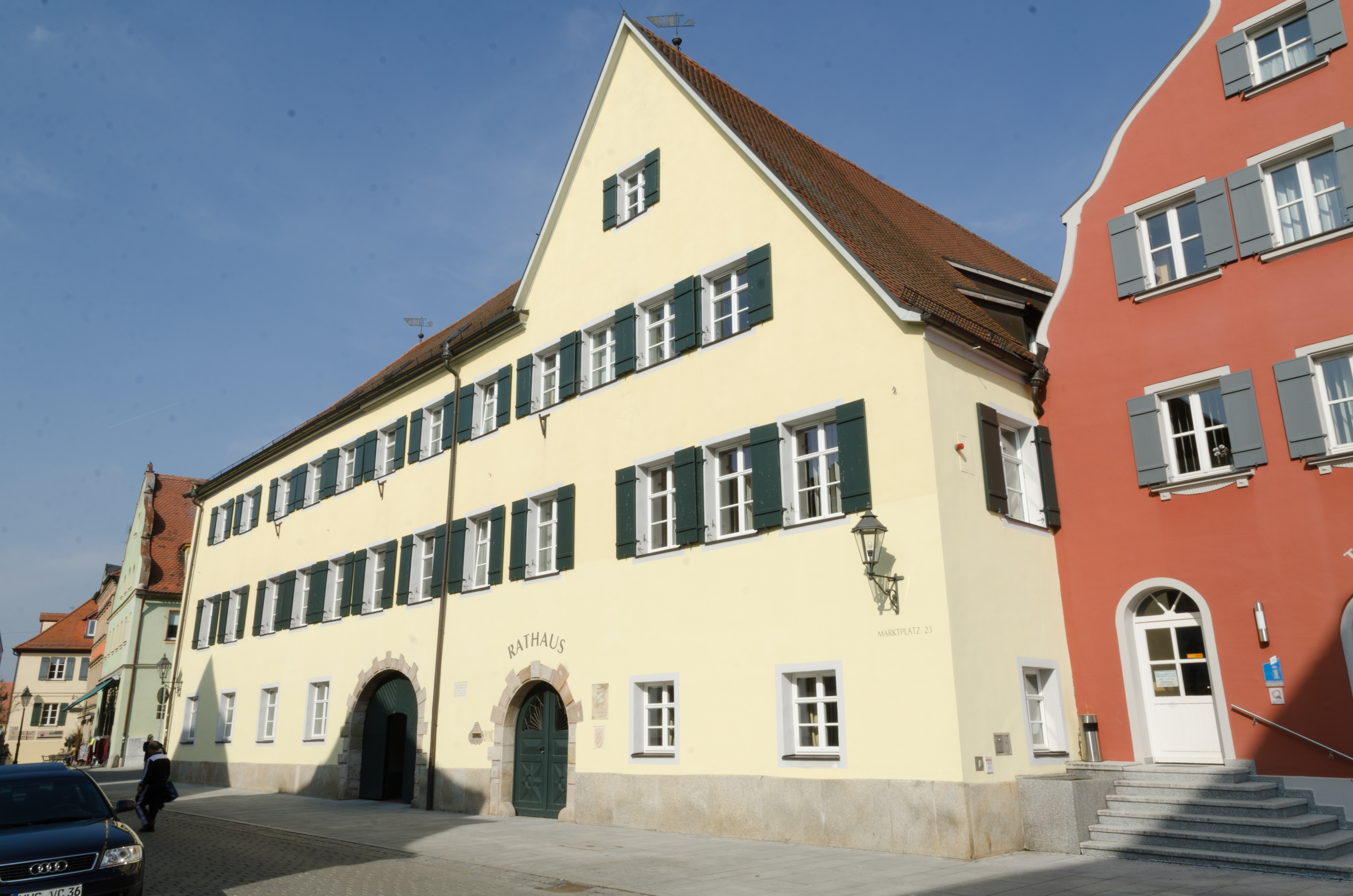
Rathaus Gunzenhausen

Das Rathaus von Gunzenhausen, einer Stadt im mittelfränkischen Landkreis Weißenburg-Gunzenhausen, befindet sich direkt am Gunzenhäuser Marktplatz. Das Gebäude mit der postalischen Adresse Marktplatz 23 ist unter der Denkmalnummer D-5-77-136-72 als Baudenkmal in die Bayerische Denkmalliste eingetragen.
Das Gebäude befindet sich umgeben von weiteren denkmalgeschützten Bauwerken in der Gunzenhäuser Altstadt an der Einmündung der Rathausstraße in den Marktplatz unweit auf einer Höhe von 415 Metern über NHN. Das Gebäude gehört zu dem denkmalgeschützten Ensemble Rathausstraße (Aktennummer E-5-77-136-2).
1621 erwarb Joachim Ernst das aus zwei Bürgerhäusern vereinigte Gebäude und ließ es zum Amtssitz der Oberamtmänner des  Markgrafen umbauen. 1702 sowie 1761 wurde das Bauwerk erneut umgebaut. Man nutzte es in den folgenden Jahren als Landgericht, Bezirksamt, Finanzamt und Landratsamt. Seit 1974 ist es das Rathaus von Gunzenhausen.
Die dreigeschossige Zweiflügel-Anlage wird von einem Satteldach und einem Walmdach bedeckt. Im Innenhof des Gebäudes befindet sich das Kreuz im Altmühltal, eine drei Meter hohe Bildsäule. Aus Sandstein im spätgotischen Stil gehalten, befand es sich an einer Handelsstraße zwischen Nürnberg und Augsburg und ist von christlichen Motiven verziert. Es stammt aus dem Jahre 1442.